# Cantonul Saint-Claude (Guadeloupe)
Cantonul Saint-Claude (Guadeloupe) este un canton din arondismentul Basse-Terre, Guadelupa, Franța.

## Comune
- Saint-Claude : 10.191 locuitori